# テレビに出たいやつみんな来い!!
『テレビに出たいやつみんな来い!!』（テレビにでたいやつみんなこい）は、日本テレビ系列ほかで放送されていた日本テレビ製作のバラエティ番組である。通称「テレ来い」。全10回。日本テレビ系列では1982年1月20日から同年3月24日まで、毎週水曜 19時30分 - 20時00分（日本標準時）に放送。

## 概要
一般人や若手芸人たちが一芸を披露するアメリカの『ザ・ゴングショー』風の番組で、3人のゲスト審査員が彼らの合否を判定するというものであった。司会はツービートが務めていた。しかしその一芸の内容は、例えば「シャネルズ」と称した出演グループがメンバーの顔面に塗ったチョコレートを舐め合ったり、体全体にガムテープを張り付けてそれを剥していく「ミイラ男」、早野凡平のパロディで女性用下着を使用して最終的に「仮面ライダー」に成りきるという「下着ホンジャマー」、男性が舞台上でパンツを下ろしてでん部や陰茎を露出して「桃」「象」と称したりと低俗を極めた。番組は1クール持たず、放送回数わずか10回で打ち切りとなった。
他には、合格者の中から今週のチャンピオンを選考する時間を利用してトークを行う「おたけちゃんスペシャル」コーナーがあった。この中であった、「街で見かけた変な写真」というビートたけしが街中のおかしな風景写真に面白おかしくツッコミを入れるネタのコンセプトは、後に『スーパージョッキー』の「JOCKEY-2」や『天才・たけしの元気が出るテレビ!!』の「たけしメモ」（いずれも日本テレビ系列）などのコーナーに引き継がれた。

## 出演者

### 司会
- ビートたけし（ツービート）
- ビートきよし（ツービート）

### 審査員
- 近江俊郎
- 大友柳太朗
- 大貫久男
- 加東康一
- 魁三太郎
- すどうかづみ
- 高見知佳 - 前々番組『おてんば宇宙人』の主演キャスト。
- でんでん
- 東京ぼん太
- 野平ゆき
- 細川隆一郎
- ポール牧
- ミミ萩原
- 山本晋也
- 横井庄一
- ほか

### レギュラー
- 片岡鶴太郎 - 本名の「荻野繁雄」名義で出演。

### 強制退場のおにいさん
- 大熊元司（全日本プロレス所属プロレスラー） - あまりにくだらない芸が披露されたとき、たけしの指示で出演者を舞台から強制排除する「強制退場のおにいさん」の役を務めた。なお、くだらない芸への強制退場は最終回までに14回あったが、この他、再強制退場（計1回）、芸の途中でカーテンが降りてくる自然消滅（計2回）、勝手に退場する自主退場（計1回）もあった。

## スタッフ
- オープニングナレーター：小林完吾（当時日本テレビアナウンサー。オープニングで、「前回の視聴率」「強制退場させられた人のその後」「この番組に対する世間の批判」など。）
- 企画・制作：萩原敏雄
- プロデューサー：人見英夫、辻澄子、牛丸謙壱
- ディレクター：小杉善信（日本テレビ）、伊藤輝夫(テリー伊藤)
- 構成：高田文夫、今林芳木 ／ 北野武
- 制作協力：IVSテレビ制作
- 協力：太田プロダクション
- 製作：日本テレビ

## 放送リスト
| 回 | 放送日 （1982年） | サブタイトル                |
| -- | ----------------- | --------------------------- |
| 1  | 1月20日           | ビートたけし芸能界犬猿図    |
| 2  | 1月27日           | たけし!! 放送禁止用語に挑戦 |
| 3  | 2月3日            | タケチャンVS仮面ライダー    |
| 4  | 2月10日           | たけしの芸能界問題児㊙番付  |
| 5  | 2月17日           | たけし直撃電話インタビュー  |
| 6  | 2月24日           | たけし!! 偽シャネルズと対決 |
| 7  | 3月3日            | たけし!! スター㊙アノ場面!? |
| 8  | 3月10日           | たけしの街で見た変な風景!?  |
| 9  | 3月17日           | たけしの有名スター㊙アノ顔  |
| 10 | 3月24日           | たけし花のテレ来い同窓会    |

参考：『読売新聞縮刷版』読売新聞社、1982年1月20日 - 同年3月24日付のラジオ・テレビ欄 エラー: 日付が正しく記入されていません。（説明）。

## 放送局
系列は番組終了時（1982年3月）のものを記載。
| 放送対象地域   | 放送局             | 系列                                         | 備考   |
| -------------- | ------------------ | -------------------------------------------- | ------ |
| 関東広域圏     | 日本テレビ         | 日本テレビ系列                               | 製作局 |
| 北海道         | 札幌テレビ         | 日本テレビ系列                               |        |
| 青森県         | 青森放送           | 日本テレビ系列 テレビ朝日系列                |        |
| 岩手県         | テレビ岩手         | 日本テレビ系列                               |        |
| 宮城県         | ミヤギテレビ       | 日本テレビ系列                               |        |
| 秋田県         | 秋田放送           | 日本テレビ系列                               |        |
| 山形県         | 山形放送           | 日本テレビ系列 テレビ朝日系列                |        |
| 福島県         | 福島中央テレビ     | 日本テレビ系列                               |        |
| 山梨県         | 山梨放送           | 日本テレビ系列                               |        |
| 新潟県         | テレビ新潟         | 日本テレビ系列                               |        |
| 長野県         | 信越放送           | TBS系列                                      |        |
| 静岡県         | 静岡第一テレビ     | 日本テレビ系列                               |        |
| 富山県         | 北日本放送         | 日本テレビ系列                               |        |
| 石川県         | 北陸放送           | TBS系列                                      |        |
| 福井県         | 福井放送           | 日本テレビ系列                               |        |
| 中京広域圏     | 中京テレビ         | 日本テレビ系列                               |        |
| 近畿広域圏     | 読売テレビ         | 日本テレビ系列                               |        |
| 鳥取県・島根県 | 日本海テレビ       | 日本テレビ系列 テレビ朝日系列                |        |
| 広島県         | 広島テレビ         | 日本テレビ系列                               |        |
| 山口県         | 山口放送           | 日本テレビ系列 テレビ朝日系列                |        |
| 徳島県         | 四国放送           | 日本テレビ系列                               |        |
| 香川県・岡山県 | 西日本放送         | 日本テレビ系列                               |        |
| 愛媛県         | 南海放送           | 日本テレビ系列                               |        |
| 高知県         | 高知放送           | 日本テレビ系列                               |        |
| 福岡県         | 福岡放送           | 日本テレビ系列                               |        |
| 長崎県         | テレビ長崎         | フジテレビ系列 日本テレビ系列                |        |
| 熊本県         | くまもと県民テレビ | 日本テレビ系列                               |        |
| 大分県         | テレビ大分         | フジテレビ系列 日本テレビ系列 テレビ朝日系列 |        |
| 鹿児島県       | 鹿児島テレビ       | フジテレビ系列 日本テレビ系列 テレビ朝日系列 |        |
| 沖縄県         | 琉球放送           | TBS系列                                      |        |

## エピソード
明治大学サークル時代の大川興業総裁の大川豊もこの番組に出演。手品を披露し、強制退場となった（歴代11人目）。大川にとってはこれが初のテレビ出演作となった。また、後に『天才・たけしの元気が出るテレビ!!』で人気となったニューハーフのセリーヌ管も管正春の本名で出演。女子学生の制服姿で『アタックNo.1』を振り付きで歌うも強制退場（歴代10人目）となり、さらに勝手にステージに戻ってきてしまい、史上初の再強制退場となる。
前述のように出場者のレベルがテレビ放送に堪えうるものでない者が少なくなかったことや、それに伴う早期打ち切りを回避させるべく、数合わせの意味合いで若手時代の片岡鶴太郎も毎週本名の荻野繁雄名義で挑戦者として出演していた。審査員の近江俊郎からは「あの人プロになれると思う」と講評された（前述の通り片岡は既にプロ）ものの、最終回ではあえなく強制退場（歴代12人目）となった。前述の「ミイラ男」や「下着ホンジャマー」を披露していたのは片岡である。片岡は後にテリー伊藤との対談において「下着ホンジャマー」について触れ、「早野凡平が帽子をいろんなものに変えるホンジャマーを下着でやったらどうだ」と言われて芸を披露した他、新宿の三平ストアに女性用下着を買いに行った際も、放送作家と一緒に行った事を明かしている。なお片岡の場合は、素人の参加ではなくタレントとしての出演であったのでギャラが発生していた。金額は、たけしの証言によると1か月で15万円であったという。
審査員には、お笑い芸人やタレントのみならず、大物俳優や政治評論家などが起用された。グアム島で発見された元日本兵の横井庄一や、一億円拾得事件で一億円を取得した大貫久男（お笑い芸人、元タカダ・コーポレーションのツッコミ役・大貫幹枝の祖父）も審査員として出演した。最後の方になると、2月に前前番組『おてんば宇宙人』の主演者・高見知佳まで出演。この時高見は、たけしに前々番組の打ち切りの事で散々からかわれていた。
人見プロデューサーは「自分の才能や恥部を隠していた時代はもう終わり。いまやそれをさらけ出す時代。“一億総馬鹿”の親分のような、ワーストNo.1と呼ばれる番組になりたい」といったことを語っていたことがある。なお、優勝賞品としてグアム島旅行と副賞10万円が用意されていたことがあり、オーディションで落選した参加者には交通費1000円のみが渡されていた。